# Al-Kasr (Algieria)
Al-Kasr (ar. القصر, fr. El Kseur) – miasto w północnej Algierii, w prowincji Bidżaja.